# 정규 확대
체론에서 정규 확대(正規擴大, 영어: normal extension)는 일련의 다항식들의 분해체인 대수적 확대이다.

## 정의
체 {\displaystyle K}의 대수적 확대 {\displaystyle L/K}에 대하여, 다음 세 조건들이 서로 동치이며, 이를 만족시키는 대수적 확대를 정규 확대라고 한다.
- {\displaystyle K[x]}의 기약 다항식 {\displaystyle p(x)}가 {\displaystyle L}에서 적어도 하나의 근을 갖는다고 하면, {\displaystyle p(x)}는 {\displaystyle L[x]}에서 완전히 인수분해된다. 즉, {\displaystyle p(x)=a\prod _{i=1}^{n}(x-b_{i})} ({\displaystyle a,b_{i}\in L})의 꼴로 나타낼 수 있다.
- {\displaystyle L/K}는 일련의 다항식들의 집합 {\displaystyle P\subset K[x]}의 분해체와 ({\displaystyle K}의 확대로서) 동형이다.
- 모든 매장 {\displaystyle L\to {\bar {K}}}는 {\displaystyle L}의 자기 동형 사상으로부터 유도된다. 구체적으로, 확대 매장을 {\displaystyle \iota _{KL}\colon K\hookrightarrow L}로 쓰자. 또한, {\displaystyle L}은 대수적 확대이므로, {\displaystyle K}의 대수적 폐포 {\displaystyle \iota _{K{\bar {K}}}\colon K\hookrightarrow {\bar {K}}}로 가는 매장 {\displaystyle \iota _{L{\bar {K}}}\colon L\hookrightarrow {\bar {K}}}이 존재하며, 또한 {\displaystyle \iota _{L{\bar {K}}}\circ \iota _{KL}=\iota _{K{\bar {K}}}}이도록 잡을 수 있다. (이는 초른 보조정리를 통해 보일 수 있다.) 그렇다면, 임의의 매장 {\displaystyle {\tilde {\iota }}_{L{\bar {K}}}\colon L\hookrightarrow {\bar {K}}}에 대하여, {\displaystyle {\tilde {\iota }}_{L{\bar {K}}}\circ \iota _{KL}=\iota _{K{\bar {K}}}}라면 {\displaystyle \iota _{L{\bar {K}}}(L)={\tilde {\iota }}_{L{\bar {K}}}(L)\subset {\bar {K}}}이다.

증명:
첫째 조건 ⇒ 둘째 조건. 임의의 {\displaystyle a\in L}에 대하여, {\displaystyle p_{a}\in K[x]}가 {\displaystyle a}의 {\displaystyle K}에 대한 최소 다항식이라고 하자. 그렇다면, 가정한 첫째 조건에 따라 {\displaystyle L}은 모든 {\displaystyle p_{a}}의 모든 근을 포함한다. 즉, {\displaystyle L}은 {\displaystyle \{p_{a}\colon a\in L\}}의 {\displaystyle K}에 대한 어떤 분해체를 포함한다. 임의의 {\displaystyle a\in L}은 {\displaystyle p_{a}}의 근이므로 이 분해체에 속한다. 즉, {\displaystyle L}은 {\displaystyle \{p_{a}\colon a\in L\}}의 분해체를 이룬다.
둘째 조건 ⇒ 셋째 조건.
{\displaystyle \iota _{KL}\colon K\to L}
{\displaystyle \iota _{K{\bar {K}}}\colon K\to {\bar {K}}}
{\displaystyle \iota _{L{\bar {K}}}\colon L\to {\bar {K}}}
{\displaystyle {\tilde {\iota }}_{L{\bar {K}}}\colon L\to {\bar {K}}}
{\displaystyle \iota _{L{\bar {K}}}\circ \iota _{KL}={\tilde {\iota }}_{L{\bar {K}}}\circ \iota _{KL}=\iota _{K{\bar {K}}}}
가 셋째 조건에서 정의한 매장들이라고 하자. 편의상 {\displaystyle K\subseteq L\subseteq {\bar {K}}}이며 {\displaystyle \iota _{KL}}, {\displaystyle \iota _{K{\bar {K}}}}, {\displaystyle \iota _{L{\bar {K}}}}가 이에 대응하는 포함 함수들이라고 하자. 이 경우 조건 {\displaystyle {\tilde {\iota }}_{L{\bar {K}}}\circ \iota _{KL}=\iota _{K{\bar {K}}}}는 {\displaystyle {\tilde {\iota }}_{L{\bar {K}}}|_{K}=\operatorname {id} _{K}}가 된다. {\displaystyle S\subseteq L}이 {\displaystyle P} 속 다항식들의 근들의 집합이라고 하자. 그렇다면, 가정한 둘째 조건에 따라
{\displaystyle L=K(S)}
{\displaystyle {\tilde {\iota }}_{L{\bar {K}}}(L)=K({\tilde {\iota }}_{L{\bar {K}}}(S))}
이다. 따라서, {\displaystyle {\tilde {\iota }}_{L{\bar {K}}}(L)=L}임을 보이려면 {\displaystyle {\tilde {\iota }}_{L{\bar {K}}}(S)=S}임을 보이면 충분하다. 임의의 다항식
{\displaystyle p(x)=a_{0}+a_{1}x+\cdots +a_{n}x^{n}\in P}
가 주어졌다고 하자. 그 {\displaystyle L[x]}에서의 인수 분해가
{\displaystyle p(x)=a_{n}(x-b_{1})\cdots (x-b_{n})}
이라고 하자. 이는 기본 대칭 다항식들이 등장하는 일련의 등식
{\displaystyle a_{0}=(-1)^{n}a_{n}b_{1}\cdots b_{n}}
{\displaystyle a_{1}=(-1)^{n-1}a_{n}(b_{2}\cdots b_{n}+\cdots +b_{1}\cdots b_{n-1})}
{\displaystyle \vdots }
{\displaystyle a_{n}=a_{n}}
과 동치이다. 여기에 매장 {\displaystyle {\tilde {\iota }}_{L{\bar {K}}}\colon L\to {\bar {K}}}를 가하면 {\displaystyle b_{i}}가 {\displaystyle {\tilde {\iota }}_{L{\bar {K}}}(b_{i})}로 대체된 등식들을 얻는다.
{\displaystyle a_{0}=(-1)^{n}a_{n}{\tilde {\iota }}_{L{\bar {K}}}(b_{1})\cdots {\tilde {\iota }}_{L{\bar {K}}}(b_{n})}
{\displaystyle a_{1}=(-1)^{n-1}a_{n}({\tilde {\iota }}_{L{\bar {K}}}(b_{2})\cdots {\tilde {\iota }}_{L{\bar {K}}}(b_{n})+\cdots +{\tilde {\iota }}_{L{\bar {K}}}(b_{1})\cdots {\tilde {\iota }}_{L{\bar {K}}}(b_{n-1}))}
{\displaystyle \vdots }
{\displaystyle a_{n}=a_{n}}
{\displaystyle a_{0},a_{1},\dots ,a_{n}}은 {\displaystyle K}의 원소들이므로 변하지 않는다. 즉, {\displaystyle p(x)}의 {\displaystyle {\bar {K}}}에서의 인수 분해는
{\displaystyle p(x)=a_{n}(x-{\tilde {\iota }}_{L{\bar {K}}}(b_{1}))\cdots (x-{\tilde {\iota }}_{L{\bar {K}}}(b_{n}))}
이다. {\displaystyle {\bar {K}}[x]}는 유일 인수 분해 정역이므로, {\displaystyle p(x)}의 두 인수 분해는 일치한다. 즉, {\displaystyle \{b_{1},\dots ,b_{n}\}}과 {\displaystyle \{{\tilde {\iota }}_{L{\bar {K}}}(b_{1}),\dots ,{\tilde {\iota }}_{L{\bar {K}}}(b_{n})\}}은 중복집합으로서 같고, 특히 집합으로서 같다.
그런데 {\displaystyle S}는 모든 {\displaystyle p}들에 대한 {\displaystyle \{b_{1},\dots ,b_{n}\}}들의 합집합이며, {\displaystyle {\tilde {\iota }}_{L{\bar {K}}}(S)}는 모든 {\displaystyle p}들에 대한 {\displaystyle \{{\tilde {\iota }}_{L{\bar {K}}}(b_{1}),\dots ,{\tilde {\iota }}_{L{\bar {K}}}(b_{n})\}}들의 합집합이다. 따라서, {\displaystyle S={\tilde {\iota }}_{L{\bar {K}}}(S)}이다.
셋째 조건 ⇒ 첫째 조건. {\displaystyle K}를 부분체로 포함하는 {\displaystyle L}을 부분체로 포함하는 {\displaystyle K}의 대수적 폐포 {\displaystyle K\subseteq L\subseteq {\bar {K}}}를 잡자. 기약 다항식 {\displaystyle p\in K[x]} 및 {\displaystyle p}의 근 {\displaystyle a\in L} 및 {\displaystyle p}의 근 {\displaystyle b\in {\bar {K}}}가 주어졌다고 하자. 이제, 다음과 같은 함수를 생각하자.
{\displaystyle K(a)\to K(b)}
{\displaystyle f(a)\mapsto f(b)\qquad (\forall f\in K[x])}
만약 {\displaystyle f(a)=g(a)}라면, {\displaystyle (f-g)(a)=0}이므로 {\displaystyle p(x)\mid f(x)-g(x)}이며, 따라서 {\displaystyle f(b)=g(b)}이다. 즉, 이 함수는 잘 정의된다. 마찬가지로, 만약 {\displaystyle f(b)=g(b)}라면 {\displaystyle f(a)=g(a)}이다. 즉, 이 함수는 단사 함수이다. 이 함수는 자명하게 환 준동형이다. 또한, 이는 자명하게 전사 함수이며, {\displaystyle K}의 원소를 움직이지 않으므로, 체의 확대 {\displaystyle K(a)/K}와 {\displaystyle K(b)/K} 사이의 동형 사상을 이룬다. {\displaystyle L/K(a)}는 대수적 확대이며, {\displaystyle {\bar {K}}}는 {\displaystyle K(b)}의 대수적 폐포를 이루므로, 이 동형 사상을 확장하는 체의 매장
{\displaystyle \iota \colon L\hookrightarrow {\bar {K}}}
{\displaystyle \iota |_{K}=\operatorname {id} _{K}}
{\displaystyle \iota \colon a\mapsto b}
가 존재한다. 이는 초른 보조정리을 통해 보일 수 있다. 가정한 셋째 조건에 따라, {\displaystyle \iota (L)=L}이며, 특히 {\displaystyle b=\iota (a)\in \iota (L)=L}이다. 이에 따라, {\displaystyle L}은 {\displaystyle p}의 모든 근을 포함하며, {\displaystyle p}는 {\displaystyle L}에서 1차 다항식들의 곱으로 나타낼 수 있다.
대수적 확대 {\displaystyle L/K}의 정규 폐포(正規閉包, 영어: normal closure)는 다음 두 조건을 만족시키는 체의 확대 {\displaystyle N/L}이다.
- {\displaystyle N/K}는 정규 확대이다.
- 임의의 중간체 {\displaystyle L\subseteq M\subseteq N}에 대하여, 만약 {\displaystyle M/K}가 정규 확대라면, {\displaystyle M=N}이다.

임의의 대수적 확대는 정규 폐포를 가지며, 체의 확대의 동형 아래 유일하다. 구체적으로, 임의의 {\displaystyle a\in L}에 대하여 {\displaystyle p_{a}}가 {\displaystyle a}의 {\displaystyle L/K}에서의 최소 다항식이라고 하였을 때, {\displaystyle \{p_{a}\colon a\in L\}\subseteq K[x]}의 분해체는 {\displaystyle L/K}의 정규 폐포를 이룬다. 또한, 대수적 폐포 {\displaystyle {\bar {K}}/L/K}가 주어졌을 때, {\displaystyle {\bar {K}}} 속 {\displaystyle L/K}의 정규 폐포는 다음과 같다.
{\displaystyle N=K\left(\bigcup _{\sigma \in \hom(L,{\bar {K}})}^{\sigma |_{K}=\operatorname {id} _{K}}\sigma (L)\right)\subseteq {\bar {K}}}
여기서
{\displaystyle K\left(\bigcup _{i\in I}K_{i}\right)=\left\{{\frac {a_{1}+\cdots +a_{m}}{b_{1}+\cdots +b_{n}}}\colon a_{1}\in K_{i_{1}},\dots ,a_{m}\in K_{i_{m}},\;b_{1}\in K_{j_{1}},\dots ,b_{n}\in K_{j_{n}},\;i_{1},\dots ,i_{m},j_{1},\dots ,j_{n}\in I\right\}}
는 주어진 체 {\displaystyle L/K_{i}/K}들을 포함하는 최소의 체이다.

## 분류
임의의 정규 확대 {\displaystyle L/K}에 대하여,
{\displaystyle M={\begin{cases}K&\operatorname {char} K=0\\\{a\in L|\exists n\in \mathbb {N} \colon a^{p^{n}}\in K\}&\operatorname {char} K=p>0\end{cases}}}
가 {\displaystyle L/K}의 최대 완전 비분해 부분 확대라고 하자. 그렇다면, {\displaystyle L/M}은 갈루아 확대이다. (반대로, 완전 비분해 확대의 갈루아 확대는 항상 정규 확대이다.)

## 성질
체 {\displaystyle K}의 유한 차수 대수적 분해 가능 확대 {\displaystyle L/K}에 대하여, 다음 두 조건이 서로 동치이다.
- {\displaystyle L/K}는 정규 확대이다.
- {\displaystyle L}은 어떤 기약 다항식 {\displaystyle p\in K[x]}의 분해체 {\displaystyle K[x]/(p)}와 동형이다.

대수적 확대 {\displaystyle L/K}의 정규 폐포 {\displaystyle N/L}에 대하여, 다음 성질들이 성립한다.
- {\displaystyle L/K}가 유한 확대라면, {\displaystyle N/K} 역시 유한 확대이다.
- {\displaystyle L/K}가 분해 가능 확대라면, {\displaystyle N/K}은 갈루아 확대이다. 이 경우 {\displaystyle N/L}을 {\displaystyle L/K}의 갈루아 폐포(영어: Galois closure)라고 한다.

체의 확대의 탑 {\displaystyle M/L/K}에 대하여, 만약 {\displaystyle M/K}가 정규 확대라면, {\displaystyle M/L} 역시 정규 확대이다. 체의 확대의 다이아몬드 {\displaystyle M\supseteq L,L'\supseteq K}에 대하여, 만약 {\displaystyle L/K}가 정규 확대라면, {\displaystyle K(L\cup L')/L'} 역시 정규 확대이다. 체의 확대 {\displaystyle M/K}의 부분 확대 {\displaystyle M\supseteq L_{i}\supseteq K}({\displaystyle i\in I})들에 대하여, 만약 모든 {\displaystyle L_{i}/K}가 정규 확대라면, {\displaystyle \textstyle K\left(\bigcup _{i\in I}L_{i}\right)/K}와 {\displaystyle \textstyle \bigcap _{i\in I}L_{i}/K} 역시 정규 확대이다. 정규 확대의 정규 확대는 정규 확대일 필요가 없다. 예를 들어, 대수적 확대 {\displaystyle \mathbb {Q} ({\sqrt[{4}]{2}})/\mathbb {Q} }는 두 번의 정규 확대
{\displaystyle \mathbb {Q} ({\sqrt[{4}]{2}})/\mathbb {Q} ({\sqrt {2}})/\mathbb {Q} }
로 얻어지지만, {\displaystyle x^{4}-2}의 허근들을 포함하지 않으므로 정규 확대가 아니다.

## 예
대수적 확대 {\displaystyle \mathbb {Q} ({\sqrt {2}})/\mathbb {Q} }는 정규 확대이다.
대수적 확대 {\displaystyle \mathbb {Q} ({\sqrt[{3}]{2}})/\mathbb {Q} }는 정규 확대가 아니다. {\displaystyle \mathbb {Q} [x]}의 기약 다항식 {\displaystyle x^{3}-2}는 {\displaystyle \mathbb {Q} ({\sqrt[{3}]{2}})}에서
{\displaystyle x^{3}-2=(x-{\sqrt[{3}]{2}})\left(x^{2}+{\sqrt[{3}]{2}}x+({\sqrt[{3}]{2}})^{2}\right)}
이므로 하나의 근을 갖지만 완전히 인수분해되지 않는다.
모든 갈루아 확대는 정규 확대이다. 모든 순수 비분해 확대는 정규 확대이다.

## 같이 보기
- 갈루아 확대

## 참고 문헌
- Lang, Serge (2002). 《Algebra》. Graduate Texts in Mathematics (영어) 211 3판. Springer. doi:10.1007/978-1-4613-0041-0. ISBN 978-1-4612-6551-1. ISSN 0072-5285. MR 1878556. Zbl 0984.00001.